# 周防國分寺
周防國分寺（すおうこくぶんじ）是位在日本山口縣防府市的寺院，高野山真言宗別格本山。山號「淨瑠璃山」。本尊藥師如來、開基（創立者）為聖武天皇。

## 歷史
天平13年（741年），聖武天皇發布「國分寺建立之詔」，在諸國建立的國分寺之一。

## 關連項目
- 國分寺

## 外部連結
- 周防國分寺